# Glycera kerguelensis
Glycera kerguelensis är en ringmaskart som beskrevs av McIntosh 1885. Glycera kerguelensis ingår i släktet Glycera och familjen Glyceridae. Inga underarter finns listade i Catalogue of Life.